# Викшозеро (озеро, Сегежский район)
Викшозеро — озеро на территории Валдайского сельского поселения Сегежского района Республики Карелии.

## Общие сведения
Площадь озера — 5,6 км², площадь водосборного бассейна — 53,7 км². Располагается на высоте 100,9 метров над уровнем моря.
Форма озера лопастная, продолговатая: вытянуто с запада на восток. Берега каменисто-песчаные, местами возвышенные, местами заболоченные.
Через озеро протекает река Викша, впадающая в Выгозеро.
В озере расположены два безымянных острова различной площади.
Вдоль северного берега озера проходит дорога местного значения 86К-310 («Надвоицы — Полга — Валдай — Вожмозеро»).
Код объекта в государственном водном реестре — 02020001211102000006996.

## Панорама

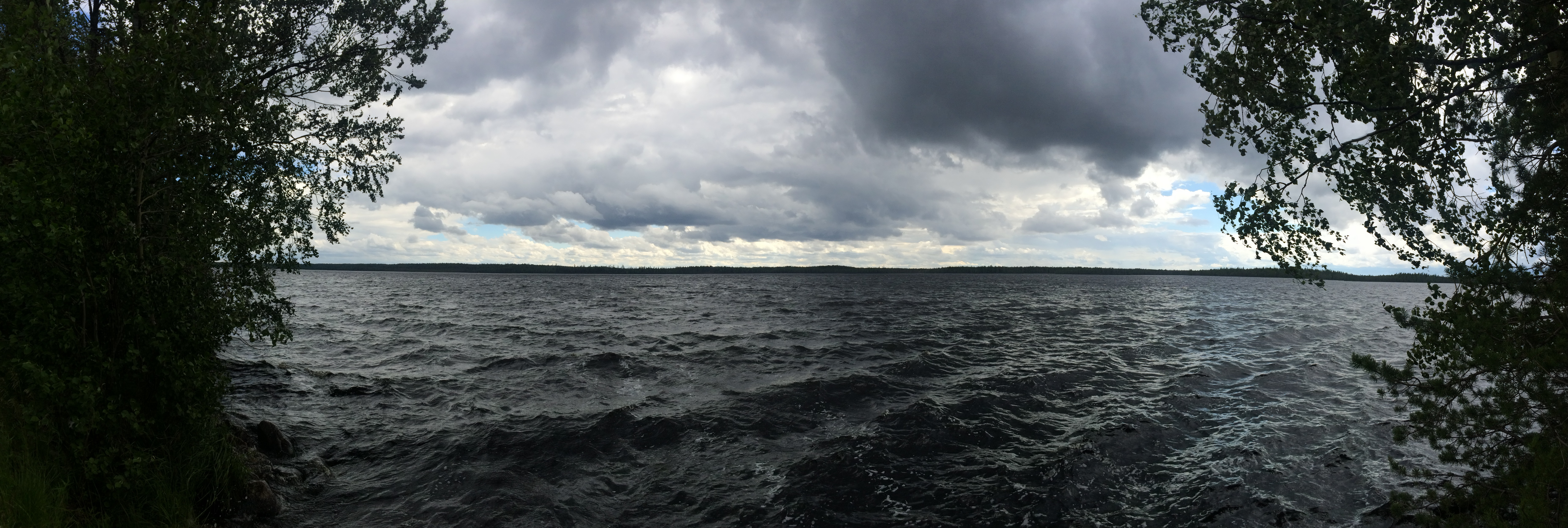
Панорама